# جيمي بيرس
جيمي بيرس (بالإنجليزية: Jimmy Pearce)‏ (27 نوفمبر 1947 بتوتنهام في المملكة المتحدة - ) هو لاعب كرة قدم بريطاني في مركز جناح ‏. لعب مع توتنهام هوتسبير.

## وصلات خارجية
- جيمي بيرس على موقع قاعدة بيانات كرة القدم.إي يو (الإنجليزية)